# Préretraite
 (mai 2010).
Si vous disposez d'ouvrages ou d'articles de référence ou si vous connaissez des sites web de qualité traitant du thème abordé ici, merci de compléter l'article en donnant les références utiles à sa vérifiabilité et en les liant à la section « Notes et références ».
 (janvier 2015).
La préretraite est une période d'inactivité rémunérée située entre la cessation d'activité professionnelle et la retraite proprement dite. Dans les pays possédant une assurance retraite répandue, le financement est généralement partagé par les collectivités publiques et les entreprises.
La préretraite est utilisée par certaines entreprises comme un outil de renouvellement ou de réduction de personnel : elle est souvent moins risquée pour l'image de l'entreprise qu'un plan de licenciements et moins contraignante sur un plan administratif. La préretraite peut faire partie d'un plan social afin d'atténuer le nombre de licenciements et de reclassements à effectuer.
La préretraite signifie aussi, notamment en Amérique du Nord, l'état d'une personne en pleine possession de ses moyens qui jouit d'une indépendance financière lui permettant de choisir la fréquence et l'intensité de ses activités professionnelles.

## Historique

### Années 1970 et 1980
Avec l’accord national interprofessionnel du 27 mars 1972, un dispositif de garantie de ressources est mis en place pour les chômeurs âgés de plus de 60 ans et licenciés, assurant au bénéficiaire 70 % de son dernier salaire brut. Dès lors, avec cette garantie de ressources licenciement (GRL) le départ anticipé cesse d'être exceptionnel et s'étend à l'ensemble d'une classe d'âge. Par accord paritaire en juin 1977, cette garantie est également ouverte aux démissionnaires âgés, avec la garantie de ressources démission (GRD). Ces dispositifs sont utilisés par les grandes entreprises industrielles pour réduire ou redéployer leurs effectifs. Contrairement aux retraites rattachées à l'assurance vieillesse, ces régimes de préretraites relèvent de l'assurance chômage. Par conséquent, le montant versé est calculé selon les gains des trois derniers mois, contrairement aux dix meilleures années pour les retraites.
Avec l'abaissement de l'âge légal de la retraite à 60 ans en 1982 par une des ordonnances Auroux, les inactifs sont progressivement transférés de l'UNEDIC vers les caisses de retraites, ce qui signifie la fin de la garantie de ressources. Toutefois, cela se traduit par une baisse des revenus en raison du dispositif plus favorable dans le cadre de la garantie de ressources que le régime des retraites. Néanmoins, la création des contrats de solidarité préretraite permet aux salariés de 55 à 59 ans d'effectuer un départ volontaire en préretraite avec 70 % du salaire brut, à condition que l'entreprise s'engage contractuellement à les remplacer par des nouvelles embauches du même nombre. Par ailleurs, un dispositif supplémentaire dans le cadre du Fonds National pour l’Emploi permet une préretraite pour les licenciés économiques à partir de l'âge de 56 ans.

### Sous la présidence Sarkozy
Dans la deuxième partie de 2008, il est décidé des quotas de seniors employés dans les entreprises. Celles qui ne se conformeraient pas seraient taxées d'une « cotisation additionnelle à l'assurance vieillesse ».
Un assouplissement du système de cumul emploi retraite, qui permettra dès 2009 de reprendre un emploi chez son dernier employeur, sans plafond de revenus ni délai d'attente. Ensuite, une surcote pour rendre plus attractifs les trimestres passés au travail au-delà de 60 ans (+5 % de retraite par année supplémentaire de cotisation).
La dispense de recherche d'emploi aujourd'hui accordée aux chômeurs de 57 ans et demi et plus sera progressivement supprimée à partir de 2009.